# Life's a Dance
| Críticas profissionais | Críticas profissionais |
| Avaliações da crítica  | Avaliações da crítica  |
| Fonte                  | Avaliação              |
| ---------------------- | ---------------------- |
| allmusic               | link                   |
| Entertainment Weekly   | D link                 |

Life's a Dance é o álbum de estreia do cantor do cantor John Michael Montgomery, lançado em 1992 pela gravadora Atlantic Records.

## Faixas
| N.º | Título                                   | Duração |  |
| 1.  | "Beer and Bones"                         | 3:38    |  |
| 2.  | "Life's a Dance"                         | 3:09    |  |
| 3.  | "When Your Baby Ain't Around"            | 3:15    |  |
| 4.  | "Line on Love"                           | 2:37    |  |
| 5.  | "I Love the Way You Love Me"             | 4:01    |  |
| 6.  | "Taking Off the Edge"                    | 3:15    |  |
| 7.  | "Everytime I Fall (It Breaks Her Heart)" | 3:03    |  |
| 8.  | "Dream On Texas Ladies"                  | 3:08    |  |
| 9.  | "A Great Memory"                         | 3:22    |  |
| 10. | "Nickels and Dimes and Love"             | 2:54    |  |

## Desempenho nas paradas musicais
| Parada musical (1993)                                           | Melhor posição |
| --------------------------------------------------------------- | -------------- |
| Canadá (RPM Country Albums)                                     | 4              |
| Estados Unidos (Billboard 200)                                  | 27             |
| Estados Unidos (Billboard Country Albums)                       | 4              |
| Estados Unidos (Billboard Top Heatseekers)                      | 2              |
| Estados Unidos (Billboard Top Heatseekers - East North Central) | 3              |
| Estados Unidos (Billboard Top Heatseekers - Mountain)           | 2              |
| Estados Unidos (Billboard Top Heatseekers - South Atlantic)     | 5              |
| Estados Unidos (Billboard Top Heatseekers - South Central)      | 1              |
| Estados Unidos (Billboard Top Heatseekers - West North Central) | 2              |

## Certificações
| País                  | Certificação | Data                   | Vendas certificadas |
| --------------------- | ------------ | ---------------------- | ------------------- |
| Canadá - Music Canada | Ouro         | 17 de setembro de 1993 | 50.000              |
| Estados Unidos - RIAA | 3× Platina   | 8 de agosto de 1995    | 3.000.000           |